# A. C. Graham
Angus Charles Graham, né le 8 juillet 1919 et mort le 26 mars 1991 et plus couramment appelé A. C. Graham, est un sinologue gallois et professeur de chinois classique à la School of Oriental and African Studies de l'Université de Londres.

## Biographie

### Jeunesse
Il est né à Penarth, au Pays de Galles, de Charles Harold et Mabelle Graham, et est l'aîné de deux enfants. Son père est un ancien marchand de charbon ayant déménagé en Malaisie pour démarrer une plantation de caoutchouc avant de mourir en 1928 de la malaria.

### Etudes
Graham assiste à Ellesmore College de Shropshire puis continue à étudier la théologie au Corpus Christi College d'Oxford (diplômé en 1940) et le chinois à la School of Oriental and African Studies (SOAS) de l'Université de Londres (diplôme en 1949). 

### Carrière
En 1950, il est nommé maître de conférences en chinois classique à la SOAS, promu professeur en 1971 et professeur émérite après sa retraite en 1984. Il vivait à Borehamwood.
Il occupe également des postes invités à l'Université de Hong Kong, à Yale, à l'Université du Michigan, à la Society of Humanities à Cornell, à l'Institut des philosophies de l'Asie de l'Est à Singapour, à l'Université nationale Tsing Hua à Taïwan, à l'Université Brown et à l'Université d'Hawaï. Il est élu membre de la British Academy en 1981.

## Publications
- Later Mohist Logic (reprint - Hong Kong: Chinese University Press, 2003)
- Chuang-tzu: The Inner Chapters (reprint - Indianapolis: Hackett Publishing, 2001)
- The Book of Lieh-tzu (reprint - New York: Columbia University Press, 1990)
- Disputers of the Tao: philosophical argument in ancient China (La Salle, Illinois: Open Court, 1989) [trans. into Chinese by Zhang Haiyan "Lun dao zhe: Zhongguo gudai zhexue lun bian", Beijing: Zhongguo shehui kexue chubanshe, 2003)
- Poems of the West Lake, translations from the Chinese (London: Wellsweep, 1990)
- Chuang-tzu: The Inner Chapters and other Writings from the Book of Chuang-tzu (London: Unwin Paperbacks, 1986)
- Divisions in early Mohism reflected in the core chapters of Mo-tzu (Singapore: Institute of East Asian Philosophies, 1985)
- Chuang-tzu: textual notes to a partial translation (London: SOAS, 1982)
- Later Mohist Logic, Ethics and Science (Hong Kong and London, 1978)
- Poems of the Late T'ang (Baltimore, Penguin Books, 1965)
- The Book of Lieh-tzu, a new translation (London: John Murray, 1960)
- The Nung-Chia ‘School of the Tillers’ and the Origin of the Peasant Utopianism in China // Bulletin of the School of Oriental and African Studies, University of London, Vol.42 no.1, 1978, pp. 66–100. Reprinted in Graham A.C. Studies in Early Chinese Philosophy and Philosophical Literature. SUNY Press, 1986.